# Kamov Ka-92
Kamov Ka-92 je ruski visokohitrostni helikopter s koaksialnimi rotorji podjetja Kamov. Helikopter tekmuje z Mil-om za 1,3 milijarde vreden razpis za nov visokohitrostni helikopter.
Ka-92 je del programa novo ustanovljenega podjetja ОАО «Вертолёты России» (vertaljoti rosiji - Ruski helikopterji) za srednje velike helikopterje s potovalno hitrostjo okrog 500 km/h in doletom 1400 kilometrov. Preliminarni dizajn so predstavili na HeliRussia 2009 v bližini Moskve.
Ka-92 bo imel kot drugi helikopterji družbe koaksialne rotorje in dva propelerja na zadnjem delu, konkurent Mil Mi-X1 bo uporabljal samo enega. Imel bo prostora za 30 potnikov in vzletno težo 16 ton. Prvi prototip bosta poganjala dva zanesljiva Klimov VK-2500 z novim reduktorjem.  Načrtovalci načrtujejo bolj močne 3000 KM VK-3000 motorje, takoj ko Klimov zaključi z njihovim razvojem. Ka-92 naj bi letel s 420-430 km/h.